# ويليام مارشال أندرسون
ويليام مارشال أندرسون (بالإنجليزية: William Marshall Anderson)‏ هو مستكشف أمريكي، ولد في 1807، وتوفي في 1881.